# Emile Wauthy
Emile Wauthy (Gerpinnes, 21 maart 1927 - Dinant, 5 juli 1999) was een Belgisch politicus voor de PSC.

## Levensloop
Emile Wauthy werd beroepshalve onderwijzer, meer bepaald professor economie in Dinant. Van 1967 tot 1973 was hij tevens docent aan de Facultés universitaires Notre-Dame de la Paix in Namen.
In oktober 1958 werd hij voor de PSC verkozen tot gemeenteraadslid van Anseremme, waar hij van 1962 tot 1964 schepen was. Nadat Anseremme in 1970 fuseerde met Dinant, werd hij daar in 1971 gemeenteraadslid. Van 1971 tot 1973 was hij tevens schepen van de stad, waarna hij er van 1973 tot 1987 burgemeester was.
Van 1974 tot 1978 was hij eveneens provincieraadslid van Namen. Tevens stond hij meerdere keren als opvolger op de PSC-lijst voor de Kamer van volksvertegenwoordigers in het arrondissement Dinant-Philippeville. In februari 1978 werd hij uiteindelijk effectief lid van de Kamer als opvolger van de overleden Victor Barbeaux en bleef er uiteindelijk zetelen tot in 1987. Tevens was hij er van 1981 tot 1987 PSC-fractieleider.
Wauthy vertegenwoordigde de PSC onder meer als gedelegeerde aan het Studiecentrum voor de Staatshervorming en zetelde van 1980 tot 1983 ook in de Regionale Economische Raad van Wallonië. Door zijn mandaat van Kamerlid zetelde hij van 1978 tot 1987 ook in de Raad van de Franse Gemeenschap en van 1980 tot 1987 in de Waalse Gewestraad. Ook maakte hij deel uit van het partijbestuur van de PSC.
In oktober 1987 verliet Wauthy de actieve politiek om Emile Lacroix op te volgen als provinciegouverneur van Namen. In maart 1994 stopte hij met deze functie nadat hij de leeftijdsgrens van 67 jaar bereikte en liet zich opvolgen door zijn partijgenoot Amand Dalem.